# John Foxx
Dennis Leigh (Chorley, Lancashire, Inglaterra, 1948), conocido como John Foxx, es un músico y artista inglés conocido por ser uno de los primeros solistas de música electrónica en su país, así como el primer cantante de la banda new wave Ultravox. Actualmente trabaja con el también músico Louis Gordon en una carrera musical electrónica que se remonta a mediados/finales de la década de 1990, después de una década apartado de la escena de la música popular.
Foxx había comenzado su fama en la década de 1970, con las bandas Tiger Lily y Ultravox, con la cual experimentó con distintos géneros de música, como el glam, reggae, synth pop e industrial. Durante aquella época, influenciado por Roxy Music, New York Dolls y Kraftwerk, mostró con su banda diferentes estilos que luego influenciarían a diferentes artistas. Pero la banda carecía de éxitos comerciales, así que los problemas aumentaron, por lo que Foxx se fue de la banda para continuar como solista. En 1980 edita su primer álbum en solitario Metamatic, que mostraba un estilo electrónico derivado de los sintetizadores, con el cual gana éxito, retirándose, sin embargo, del mundo de la música popular, a mediados de la década de 1980, después de otros tres álbumes en solitario.

## Biografía

### Primeros años
Nació en Chorley, Lancashire, Inglaterra, a finales de 1948. Su padre era un minero algo dedicado al box.
Durante su juventud fue mod y hippie, y al mismo tiempo también le interesaron las portadas de discos, el experimentalismo de Pink Floyd, el futurismo y el surrealismo.
Su primera banda se llamó Woolly Fish.
En 1973, se encontraba en Mánchester, cantando mientras tocaba una guitarra de 12 cuerdas, teloneando a Stackwaddy, pero decide irse a Londres, debido a que en Mánchester no había una escena musical. En Londres, por medio de una beca, ingresa a la Royal College of Art, después de vivir en Eaves Lane, en Eaves, Lancashire.

### Tiger Lily y Ultravox
En 1973 formó la banda Tiger Lily, junto con Chris Cross (de nombre real Christopher Allen) en el bajo eléctrico y Stevie Shears a la guitarra, adicionándose al año siguiente el canadiense Warren Cann en la batería y Billy Currie al violín (poco después considerado también para los teclados). Tiger Lily sacó sólo un sencillo en 1975, Ain't Misvehavin' . De ahí, después de firmar con Island Records, la banda transformó su nombre en varias ocasiones hasta quedar con el de Ultravox! y Leigh hizo lo mismo con su nombre de escena comenzando a llamarse John Foxx. 
Desde ese entonces, de 1976 a 1979 dirigió la banda para hacer nombre en la música, pero el punk dominaba la escena en esos momentos, por lo que sus producciones estilizadas y sofisticadas no tenían apenas cabida en el mercado. Ultravox!, el primer álbum, lanzado en 1977, ofrecía un acercamiento al art rock, mostrando sonidos glam rock de años atrás y alguna característica de rock progresivo, como el uso de sintetizadores, rasgos ya inusuales en ese entonces; el segundo álbum, Ha! Ha! Ha!, fue un tremendo cambio, ya que la banda se orientaba más al punk, aunque ésta no se consideraba como banda punk; y en Systems of Romance, con Robin Simon en reemplazo de Stevie Shears, surgieron los primeros indicios de la banda electrónica que estaba siendo, demostrando un mayor uso de sintetizadores, e influenciando a muchos artistas, entre ellos, a Gary Numan. Pero los tres álbumes no fueron comercialmente exitosos, lo que hizo que Island echara a Ultravox a finales de 1978 y comienzos de 1979, después de una gira. Sin embargo, poco después, la banda se financió una gira por Estados Unidos y Canadá, llevada a cabo en febrero y marzo de 1979. A pesar de ello, las relaciones de Foxx con el resto del grupo no andaban bien, así que, cansado de estar en una banda, anunció su separación en medio de la gira. Al regresar Ultravox a Inglaterra, sin Simon, quien decidió también separarse y quedarse en Estados Unidos, Foxx dejó a los miembros restantes de la banda y se dedicó a empezar su carrera como solista. A pesar de haber acabado de manera no grata su época con Ultravox, Foxx declaró que tuvo una reconciliación lentamente progresiva con sus demás miembros, con el paso de los años. Ultravox obtuvo más éxito comercial con Midge Ure como cantante y guitarrista, en la década de 1980.

### Solista y otros proyectos musicales y artísticos
Entre 1979 y comienzos de 1980, Foxx grabó su álbum Metamatic, que salió a comienzos del siguiente año. En ese álbum destacó su canción más exitosa Underpass, que también salió como sencillo. También destacaron valiosas piezas de synth pop como No-One Driving o He's A Liquid, la cual compuso con Ultravox por la época del álbum Systems of Romance (al igual que Touch And Go del mismo álbum, y Systems of Romance o Walk Away del siguiente álbum de Ultravox llamado The Garden). El álbum fue un éxito.
En 1981, recurrió a un número de músicos, entre ellos su anterior compañero en Ultravox, Robin Simon, para la grabación de The Garden, que salió ese mismo. Su sencillo "Europe After the Rain" tuvo un tremendo éxito, no solo en Inglaterra. 
Después de lanzar los álbumes The Golden Section en 1983 e In Mysterious Ways en 1985, Foxx se retiró durante 11 años de la escena musical popular. Por esa época se dedicó a otros proyectos artísticos y formó un proyecto musical llamado Nation 12.
Foxx comenzó a encontrar inspiración en las escenas musicales underground house y acid de Detroit y Londres. Con Nation 12 a principios de la década de 1990, Foxx lanzó dos sencillos de 12 pulgadas, "Remember" y "Electrofear". La primera fue una colaboración con Tim Simenon, más conocido por su proyecto Bomb the Bass. El grupo también escribió la música para los juegos de computadora de The Bitmap Brothers Speedball 2 (1990) y Gods (1991, "Into the Wonderful"). También trabajó con LFO e hizo el video musical de su sencillo debut homónimo. Por esta época, Foxx también enseñó en la carrera de Artes Gráficas y Diseño en la Universidad Metropolitana de Leeds.
En 1996 conoce a Louis Gordon durante una fiesta en Mánchester, y decide regresar a la escena popular junto con él, grabando Shifting City, el cual salió a la venta al año siguiente. Su retorno también fue a los escenarios, ya que después de su separación de Ultravox! no había salido de gira para promocionar sus álbumes solistas, salvo en la gira  The Golden Section de 1983.
Foxx también ha dedicado su vida a la pintura, al diseño gráfico y a la fotografía. También ha publicado un libro llamado The Quiet Man.

## Legado
Gary Numan es fan de la formación de Ultravox de la época de John Foxx y declaró haber sido influido por ésta. Foxx y él parecen ser amigos. Se comparó a Metamatic con The Pleasure Principle en sus estilos, las portadas de estos álbumes y algunas imágenes de la época en que salieron (traje con corbata, figuras geométricas luminosas que acompañan a los músicos representando su gusto por elementos robóticos y electrónicos). Estos álbumes se publicaron con poco tiempo de diferencia así como sus respectivos himnos "Underpass" y "Cars".
El actor estadounidense Vincent Gallo confesó a John Foxx ser un gran fan suyo y de su trabajo en Ultravox!.

## Curiosidades
- Durante los comienzos de su carrera, a comienzos o mediados de la década de los setenta, fue invitado a formar parte de London SS como cantante. Luego, esta agrupación cambiaría de nombre a The Clash, una de las bandas más representativas del punk. Mick Jones declaró que una vez vio un concierto de Ultravox!, y le agradó su estilo musical.

- Durante un tiempo Foxx (junto con la primera alineación de Ultravox!), vivió con los futuros miembros de The Human League (primera formación).

## Discografía como solista

### Álbumes
- Metamatic (1980)
- The Garden (1981)
- The Golden Section (1983)
- In Mysterious Ways (1985)
- Cathedral Oceans (1997)
- The Golden Section Tour + The Omnidelic Exotour (diciembre de 2002)
- Cathedral Oceans II (2003)
- Cathedral Oceans III (2005)
- Tiny Colour Movies (2006)
- A New Kind Of Man (2008)
- My Lost City (2009)
- D.N.A. (2010)
- B-Movie (Ballardian Video Neuronica) (2014)
- London Overgrown (2015)

#### ConLouis Gordon
- Shifting City (1997)
- The Pleasures of Electricity (2001)
- Crash and Burn (2003)
- The Drive EP (2003)

### Recopilatorios
- Assembly (junio de 1992)
- Modern Art - The Best Of (4 de junio de 2001)
- Glimmer: Best Of John Foxx (7 de octubre de 2008)
- Cinemascope (2008)
- The Virgin Years,1980-1985 (11 de agosto de 2014) Box Set que reúne sus discos: Metamatic, The Garden, The Golden Section e In Mysterious Ways, cada uno con bonus tracks y versiones alternativas y un quinto CD, Fusion/Fission con bonus tracks, versiones alternativas, demos y la versión del simple del tema Endlessly.

## Videografía
- John Foxx (VHS) (Virgin)